# Sibapipunga beckeri
Sibapipunga beckeri är en skalbaggsart som först beskrevs av Martins och Maria Helena M. Galileo 1992.  Sibapipunga beckeri ingår i släktet Sibapipunga och familjen långhorningar.
Artens utbredningsområde är Costa Rica. Inga underarter finns listade i Catalogue of Life.